# Кремниевая долина
Кре́мниевая доли́на (англ. Silicon Valley [ˈsɪlɪkən ˈvæli]; в русских источниках широко распространён также неверный перевод Силико́новая доли́на) — юго-западная часть консолидированного метрополитенского статистического ареала (агломерации-конурбации) Сан-Франциско в штате Калифорния (США), отличающаяся большой плотностью высокотехнологичных компаний, связанных с разработкой и производством компьютеров и их составляющих, особенно микропроцессоров, а также программного обеспечения, устройств мобильной связи, биотехнологии и т. п. Возникновение и развитие этого технологического центра связано с сосредоточением ведущих университетов, крупных городов на расстоянии менее часа езды, источников финансирования новых компаний, а также климатом средиземноморского типа.
Несмотря на создание ряда других инновационных кластеров в других странах, «Кремниевая долина США» остаётся ведущим центром такого рода — в частности, получая треть всех венчурных капиталовложений, которые делаются в Штатах.

## Происхождение и употребление названия
Исходное английское название долины Silicon Valley происходит от использования кремния как полупроводника при производстве полупроводниковых приборов (диодов, транзисторов, микросхем). Именно с этой индустрии началась история долины как технологического центра. Впервые это название было использовано 11 января 1971 года журналистом Доном Хефлером, когда он начал публиковать серию статей под названием «Кремниевая долина США» (англ. Silicon Valley USA). В СССР выражение «Кремниевая долина» стало известно специалистам, главным образом, через журнал «Электроника» (перевод американского журнала Electronics), выпускавшийся издательством «Мир». Например, в специальном юбилейном выпуске журнала на стр. 88 читаем: «…это предприятие… оказалось той затравкой, из которой выросла вся полупроводниковая промышленность в районе Санта-Клары (так называемая Кремниевая долина)».
Русскоязычный вариант названия «Силиконовая долина» возник из-за схожести написания английских терминов silicon [ˈsɪlɪkən] (кремний) и silicone [ˈsɪlɪkəʊn] (силикон, полиорганосилоксан) (см. ложные друзья переводчика). Слово silicon переводится с английского на русский как кремний, кремниевый; перевод его как силикон, силиконовый является ошибкой, но в некоторых словарях такой ошибочный перевод также присутствует.
Современные русские словари фиксируют как вариант «Кремниевая долина», так и вариант «Силиконовая долина», а в некоторых из них допускаются оба варианта употребления. В русскоязычных изданиях (оригинальных и переводных) используются либо одно, либо другое обозначение, например: Кремниевая долина в книгах Вернера Рюгемера, Элтона Б. Шеруина, Дина Лейна; Силиконовая долина в русскоязычном переводе книги Майкла Льюиса.
Во многих странах понятие «Кремниевая (Силиконовая) долина» стало нарицательным. Часто оно применяется при описании других высокотехнологичных технопарков.
Название «Силиконовая» следует отличать от «Кремниевая» ещё и потому, что в штате Калифорния есть долина Сан-Фернандо, где располагаются студии порнофильмов, и именно это место получило название Silicone Valley, то есть буквально «Силиконовая долина», в отличие от Silicon Valley, с намёком на силикон, используемый для пластических операций для увеличения груди.

## География
«Кремниевая долина» является условным понятием и, например, картографически не обозначается.
Первоначально как Кремниевую долину обозначали территорию, расположенную на юге полуострова Сан-Франциско в Калифорнии, отходящую от Стэнфордского университета до залива Сан-Франциско на северо-востоке, северных хребтов гор Санта-Круз на западе и берегового хребта на юго-востоке. До урбанизации на данной территории преобладали фруктовые сады (из-за мягкого климата средиземноморского типа), и она звалась Долиной сердечной услады (англ. Valley of Heart's Delight). Лексингтонское водохранилище обеспечивает Кремниевую долину водой.
В настоящее время Кремниевая долина географически включает в себя урбанизированную северную часть долины Санта-Клара и примыкающие к ней с северо-запада районы полуострова Сан-Франциско и с северо-востока восточный берег залива Сан-Франциско.
Она простирается от Сан-Матео и Пало-Альто на полуострове до Фримонта на восточном берегу залива, через Сан-Хосе, с центром приблизительно в Саннивейл. То есть подразумевает местность между хребтами Рашен-Ридж (Russian Ridge), Монте-Белло (Monte Bello Ridge) и Береговым хребтом, объединяя северную часть долины Санта-Клара, ограниченную горами Койот-Пик (Coyote Peak), долины Вест (West), Алмаден (Almaden), Эвергрин (Evergreen), Палм (Palm) и Мишен (Mission).
Однако из-за понимания Кремниевой долины как ареала концентрации высокотехнологических компаний есть географические исключения. Так, например, коридор через горы Санта-Круз, по которому проходит автодорога CA-17 через город Скотс-Валли в город Санта-Круз, располагающийся намного южнее, также рассматривается как часть Кремниевой долины, из-за расположения там некоторых предприятий и отделения Калифорнийского университета, готовящего специалистов в том числе для Исследовательского центра НАСА имени Джозефа Эймса (англ. NASA Ames Research Center) по изучению Луны и Марса, расположенного в Маунтин-Вью.
Наряду с этим, города Ливермор и Плезантон, находящиеся значительно северо-восточнее, в долине Ливермор также иногда могут относить к Кремниевой долине, главным образом из-за нахождения в первом некоторых подразделений ряда компаний, специализирующихся на программном обеспечении (например, Symantec, Oracle Corporation, AT&T, Sage Software, BMC Software); и во втором - Национальной лаборатории имени Лоуренса Ливермора НАСА и калифорнийского отделения Национальной лаборатории Сандия, учреждений по исследованию и разработке ядерных технологий, лазеров, суперкомпьютеров (например, BlueGene/L), альтернативных источников энергии и др. Тем не менее, данные города в первую очередь относят к другому региону — «Трёх долин» (англ. Tri-Valley), выделяемому на восточном побережье залива Сан-Франциско как традиционный экологически благоприятный и винодельческий регион. Как правило, на этом настаивают экологические организации.
Столицей долины иногда неофициально называют город Сан-Хосе.

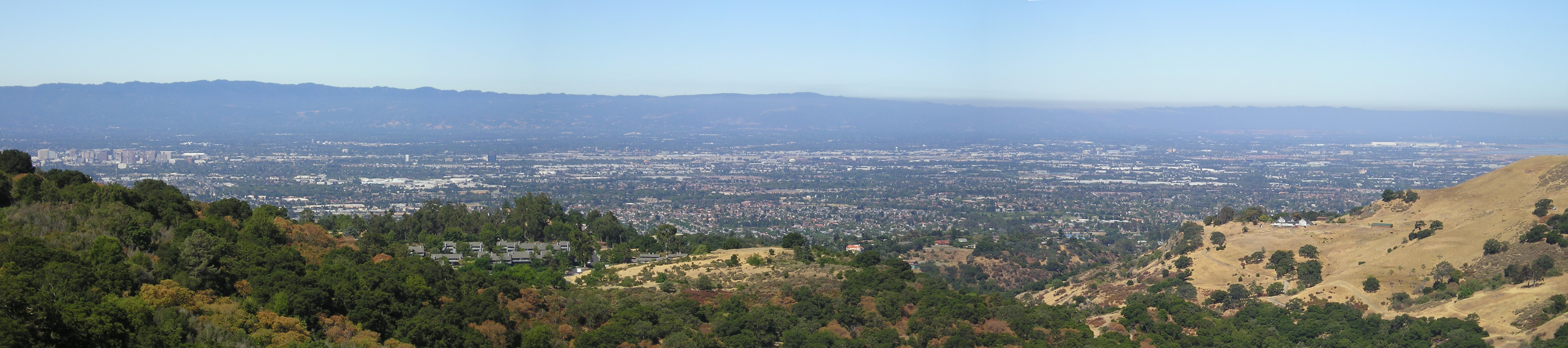
Вид с запада на северную зону города Сан-Хосе (центр города слева вдалеке) и другие части долины

### Города в долине
- Кэмпбелл (Калифорния) (Campbell)
- Белмонт?! (Belmont)
- Купертино (Cupertino)
- Фримонт (Fremont)
- Лос-Алтос (Los Altos)
- Лос-Гатос (Los Gatos)
- Менло-Парк (Menlo Park)
- Маунтин-Вью (Mountain View)
- Милпитас (Milpitas)
- Морган-Хилл
- Пало-Альто (Palo Alto)
- Редвуд-Сити (Redwood City)
- Сан-Хосе (San Jose)
- Санта-Клара (Santa Clara)
- Саратога (Saratoga)
- Саннивейл (Sunnyvale)

Города, которые иногда ассоциируются с Кремниевой долиной
- Ливермор (Livermore)
- Ньюарк (Newark)
- Скотс-Вэлли (Scotts Valley)
- Санта-Круз (Santa Cruz)
- Юнион-Сити (Union City)

## История долины как технологического центра
Область залива Сан-Франциско долгое время была основным местом для разработок и исследований структур ВМС США. В 1909 году Чарльз Герольд основал первую радиостанцию в США, разработанную в Сан-Хосе. Годом позже выпускник Стэнфорда Сирил Элвилл приобрёл патент на радиопередающую технологию и основал Federal Telegraph Corporation в Пало-Альто. На протяжении следующего десятилетия его компания (FTC) создавала первую в мире глобальную радиосеть, и подписала контракт с ВМС США в 1912 году.

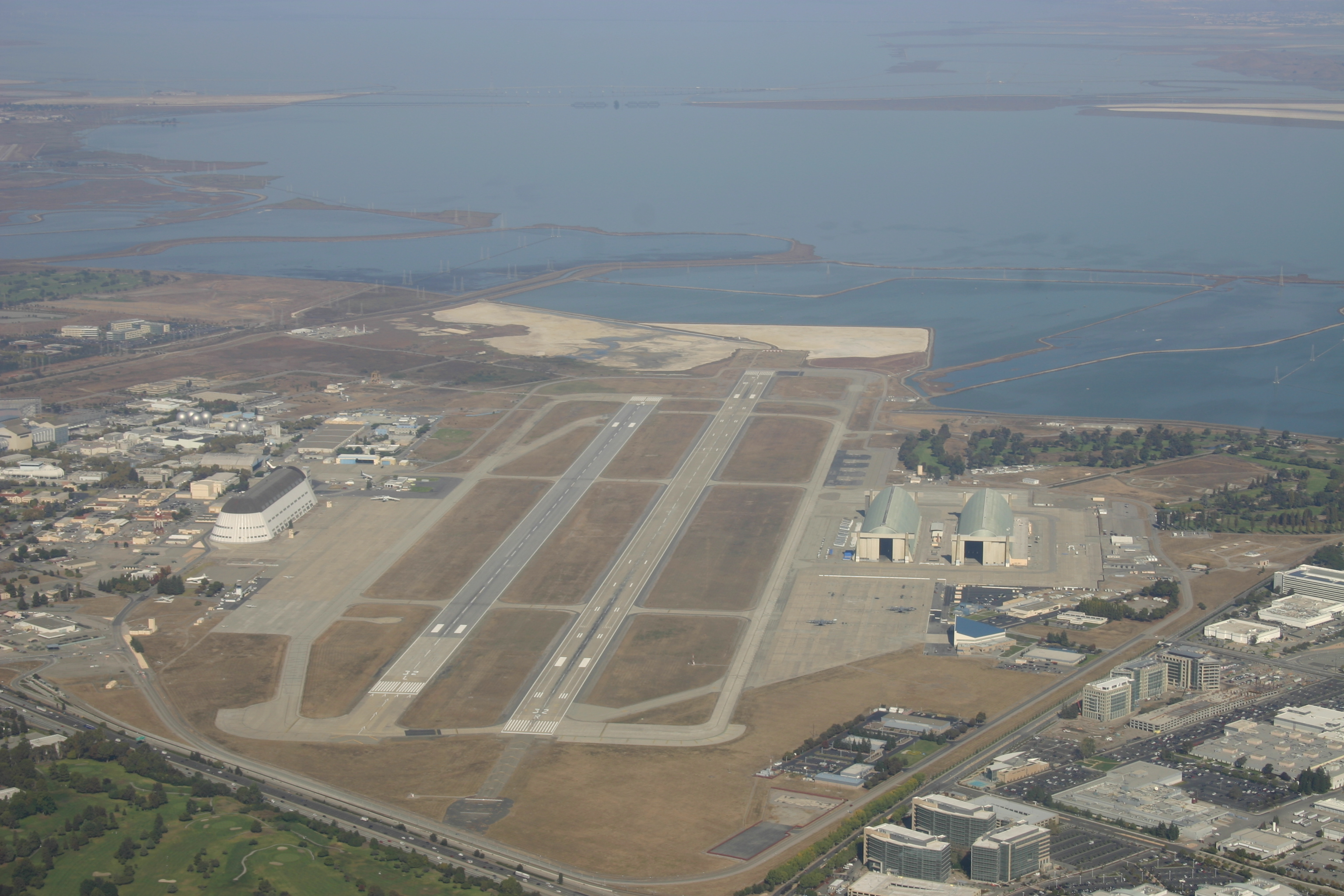
Моффет Филд с ангарами для дирижаблей

В 1933 году на авиабазе Саннивейл правительством США была открыта станция ВМС. На этой станции был сооружён ангар (впоследствии получивший название ангар № 1) для дирижабля USS Macon. Потом эта станция была переименована в Moffett Federal Airfield и в период 1933—1947 годов была местом базирования военных дирижаблей. Число технологических компаний, создававшихся вокруг авиабазы для обслуживания её нужд, росло. После того, как ВМС США свернули свои программы развития дирижаблей и станция ВМС переехала в Сан-Диего, их место занял Национальный консультативный совет аэронавтики (предшественник НАСА), который занимался перспективными исследованиями в области авиации.

### Стэнфордский индустриальный парк

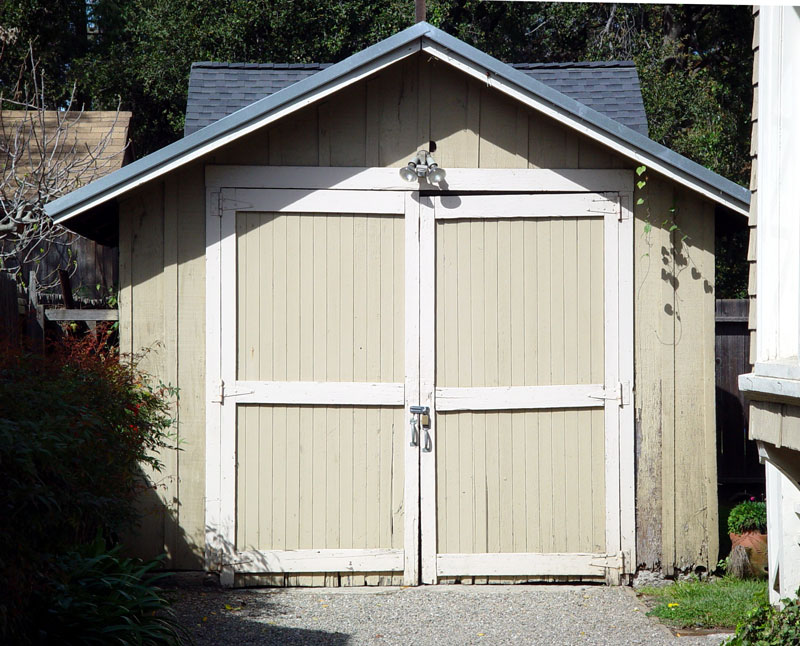
Гараж в Пало-Альто, где начала работать HP

Одним из ключевых моментов развития долины стало создание Стэнфордского индустриального парка. После Второй мировой войны количество студентов в Стэнфордском университете резко увеличилось и возникли потребности в дополнительных финансах. Университет владел большим участком земли (около 32 км²), которую не имел права продавать (в соответствии с завещанием основателя университета Леланда Стэнфорда). В этой ситуации декан инженерного факультета, профессор Фредерик Терман предложил сдавать землю в долговременную аренду для использования в качестве офисного парка. Тем самым, учебное заведение стало получать доход по земельной ренте, а компании могли воспользоваться лизинговыми инструментами. Ввод ограничений на такую аренду для высоко-технологических компаний, позволил решить вторую главную проблему университета — выпускники Стэнфорда получили возможность найти работу в непосредственной близости от Альма-матер; решены были и проблемы компаний, связанные с поиском высококвалифицированных специалистов. Терман и раньше советовал своим студентам основывать компании поблизости от университета, он был, в частности, ментором Хьюлетта и Паккарда, основавших Hewlett-Packard (HP) в 1939 году. HP символически считается первой компанией Кремниевой долины, хотя она и не производила полупроводников до начала 1960-х годов.
Первой компанией, которая переехала в Стэнфордский индустриальный парк, была «Varian Associates» (изобретатель и производитель клистронов). В 1951 году компания подписала договор об аренде, а в 1953 году переехала в первое построенное здание комплекса. Вскоре там же были открыты офисы «Eastman Kodak», «General Electric», «Shockley Semiconductor Laboratory», «Lockheed», «Hewlett-Packard» и других компаний. Фредерика Термана называют теперь одним из «отцов Кремниевой долины» (англ. The Father of Silicon Valley).

### Возникновение полупроводниковой индустрии

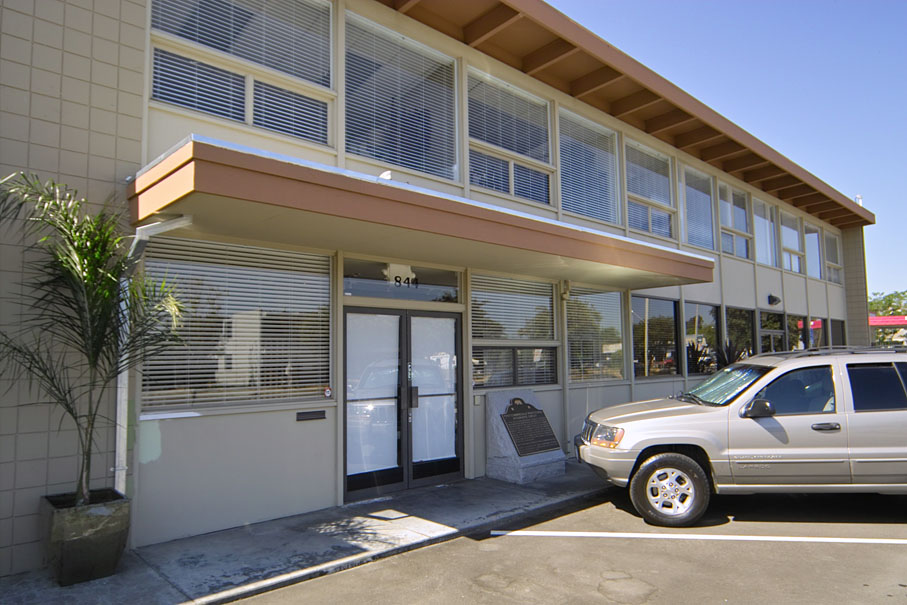
Здание в Пало-Альто, где «Вероломная восьмёрка» создала первую практическую интегральную микросхему

Ещё одним «отцом» долины считается физик Уильям Шокли. Во время работы в компании Bell Labs Шокли совместно с двумя другими исследователями открыл транзисторный эффект и создал первый германиевый биполярный транзистор. Исследователи получили за это открытие Нобелевскую премию по физике за 1956 год. По ряду причин (личных, карьерных и научных) Шокли покинул компанию и переехал в Калифорнию. Там в 1955—1956 году, при финансовом содействии Арнольда Бекмана, он основал Shockley Semiconductor Laboratory в Маунтин-Вью. Одной из основных задач новой компании была разработка технологии использования кремния при производстве транзисторов (вместо более дорогого и менее устойчивого к высокой температуре полупроводникового материала — германия). Шокли удалось собрать молодых талантливых исследователей, но его авторитарный стиль управления и увлечение 4-слойным диодом (напоминающим современный тиристор) привели к тому, что 8 сотрудников («Вероломная восьмёрка») уволились в 1957 году из компании и создали Fairchild Semiconductor. Компания Шокли продолжала быть убыточной и в конце концов была продана. Сам Шокли перешёл на работу преподавателем в Стэнфорд. Первооткрыватель транзисторного эффекта и автор важнейших работ по теории полупроводников — в конце своей жизни считал своим главным достижением вклад в генетику (фактически в евгенику).
Fairchild Semiconductor к 1961 году начала производить кремниевые транзисторы и интегральные схемы. Компания оказалась успешным коммерческим проектом и одним из лидеров электроники в области исследования и разработки полупроводниковых элементов и полупроводниковых приборов.

Процесс формирования из калифорнийского технопарка Кремниевой долины развивался далее уже таким образом — «делением ядер» стартапов — лавинообразно … Среди наиболее известных стартапов — на одной из первых стадий развития обсуждаемой тут «цепной реакции» их роста — оказалась компания Intel, которую основали, покинув для этого Fairchild Semiconductor, двое из ранее сбежавшей от Шокли команды Traitorous Eight … — Gordon Moore и Robert Noyce. Именно таким образом — за первые 20 лет после ухода от Шокли — одной лишь только вышепомянутой восьмёркой его «предателей» было создано 65 предприятий, которые в свою очередь … и т. д.
В 1959 году Роберт Нойс изобрёл кремниевую интегральную схему — почти одновременно с германиевой интегральной схемой компании Texas Instruments. 
С 1960-х по 1980-е годы дочерние компании Fairchild, занимавшиеся разработкой кремниевых микрочипов, а также производством оборудования и материалов для их изготовления, активно развивались на полуострове Сан-Франциско. С учётом предприятий, образованных самими этими спин-оффами, число «потомков» Fairchild достигло нескольких сотен. Для создания новых отраслей и технологий, связанных с кремниевыми микрочипами, предприниматели, инвесторы, учёные и инженеры использовали существующие в регионе социальные, коммерческие и производственные ресурсы, а также опирались на наличие прибыльного военного рынка для такой продукции и перспективы её масштабного коммерческого спроса в будущем.
В период с 1960-х по 1980-е годы многочисленные спин-оффы компании Fairchild Semiconductor, включая производителей кремниевых микрочипов, оборудования и материалов для их создания, сформировали технологический кластер на полуострове Сан-Франциско. С учётом последующих ответвлений число компаний - «потомков» Fairchild достигло нескольких сотен. Развитие этих отраслей стало возможным благодаря объединению местных социальных, производственных и бизнес-ресурсов, наличию военных заказов на микрочипы и перспективам коммерческого рынка. Сформированная инфраструктура (технологическая, правовая, деловая) стала основой для последующих волн высокотехнологичных инноваций в регионе: персональных компьютеров, программного обеспечения, биотехнологий и интернета. Термин «Кремниевая долина», отразивший доминирование кремниевой микроэлектроники и её стремительный рост, закрепился за регионом в начале 1970-х годов.
В течение нескольких лет основным заказчиком интегральных схем было государство. В частности, бортовые компьютеры космических аппаратов серии Аполлон были собраны на основе интегральных схем компании Fairchild Semiconductor (Texas Instruments разрабатывала и производила микросхемы для межконтинентальных баллистических ракет — Минитмен-2). В середине 1960-х годов стоимость полупроводниковых интегральных схем резко упала. Это снижение привело к значительному спросу со стороны производителей компьютеров и промышленности. В результате к отрасли стал проявлять интерес венчурный капитал.

## Экономический статус

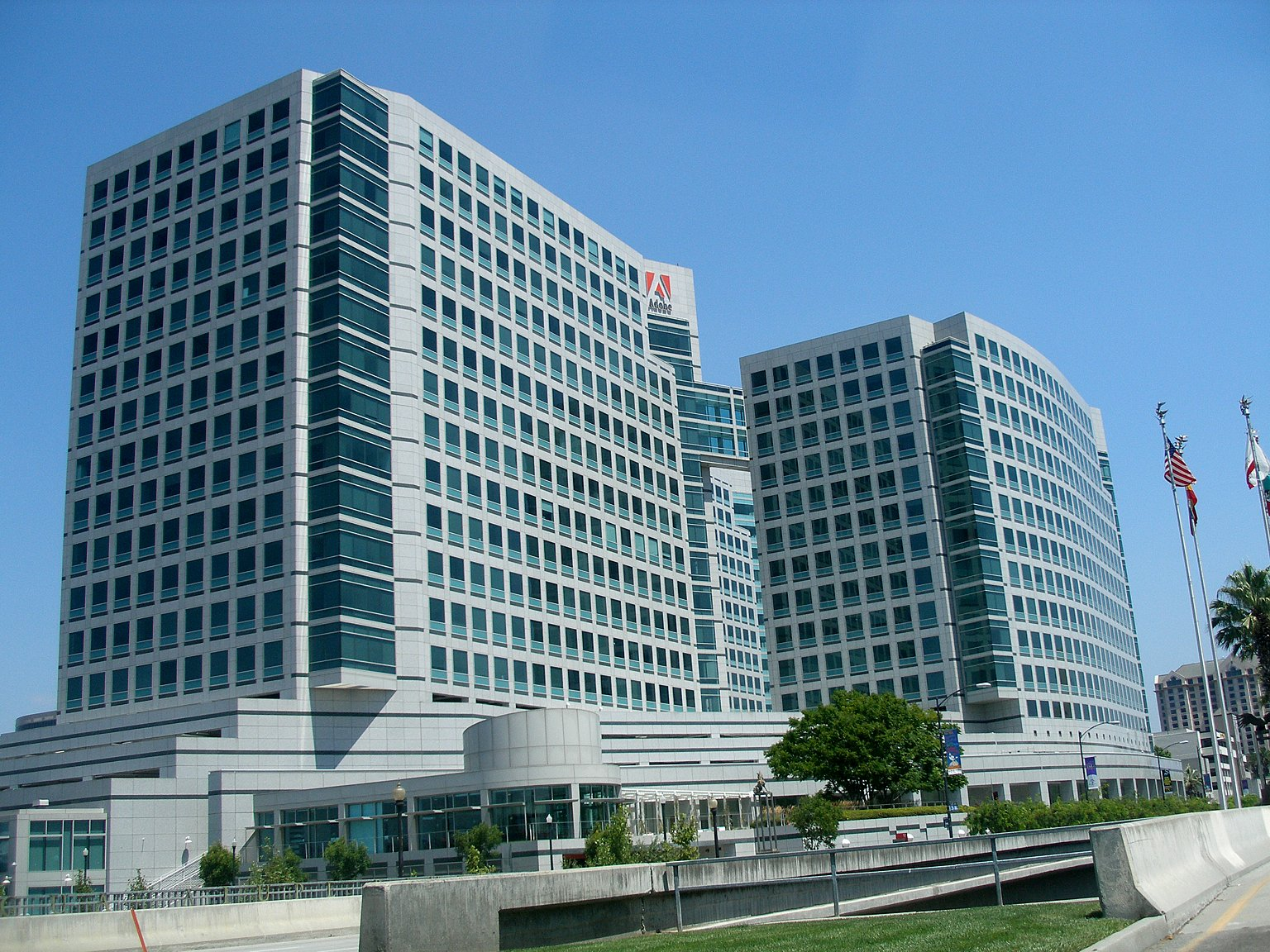
Adobe

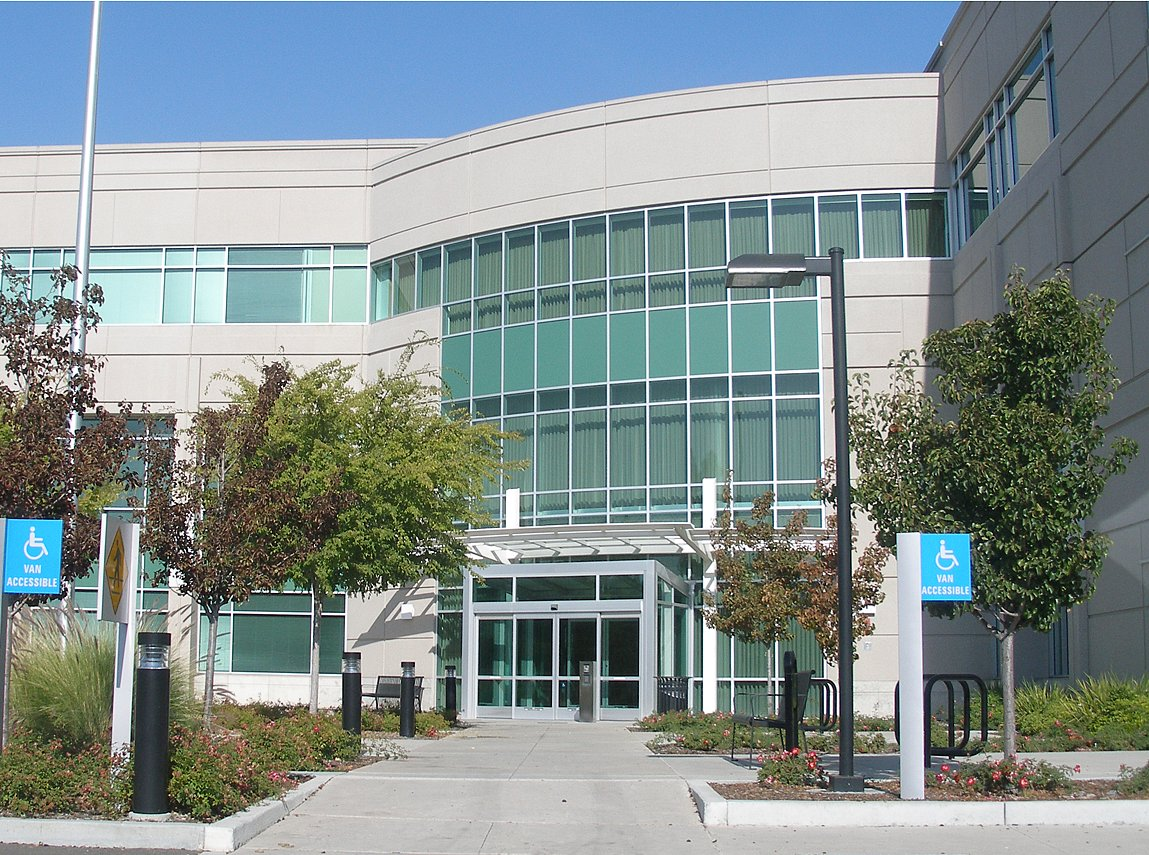
Agilent

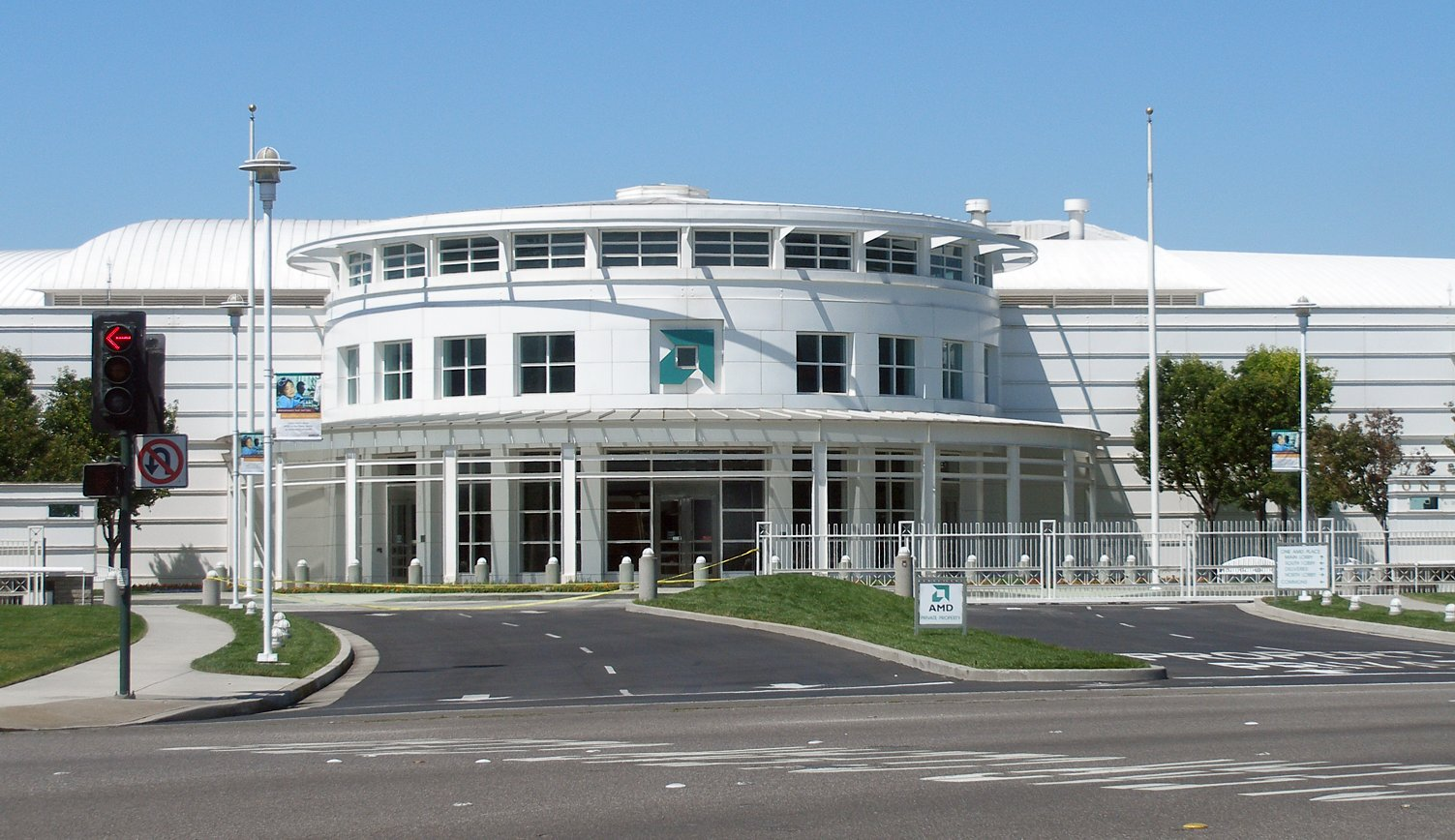
AMD

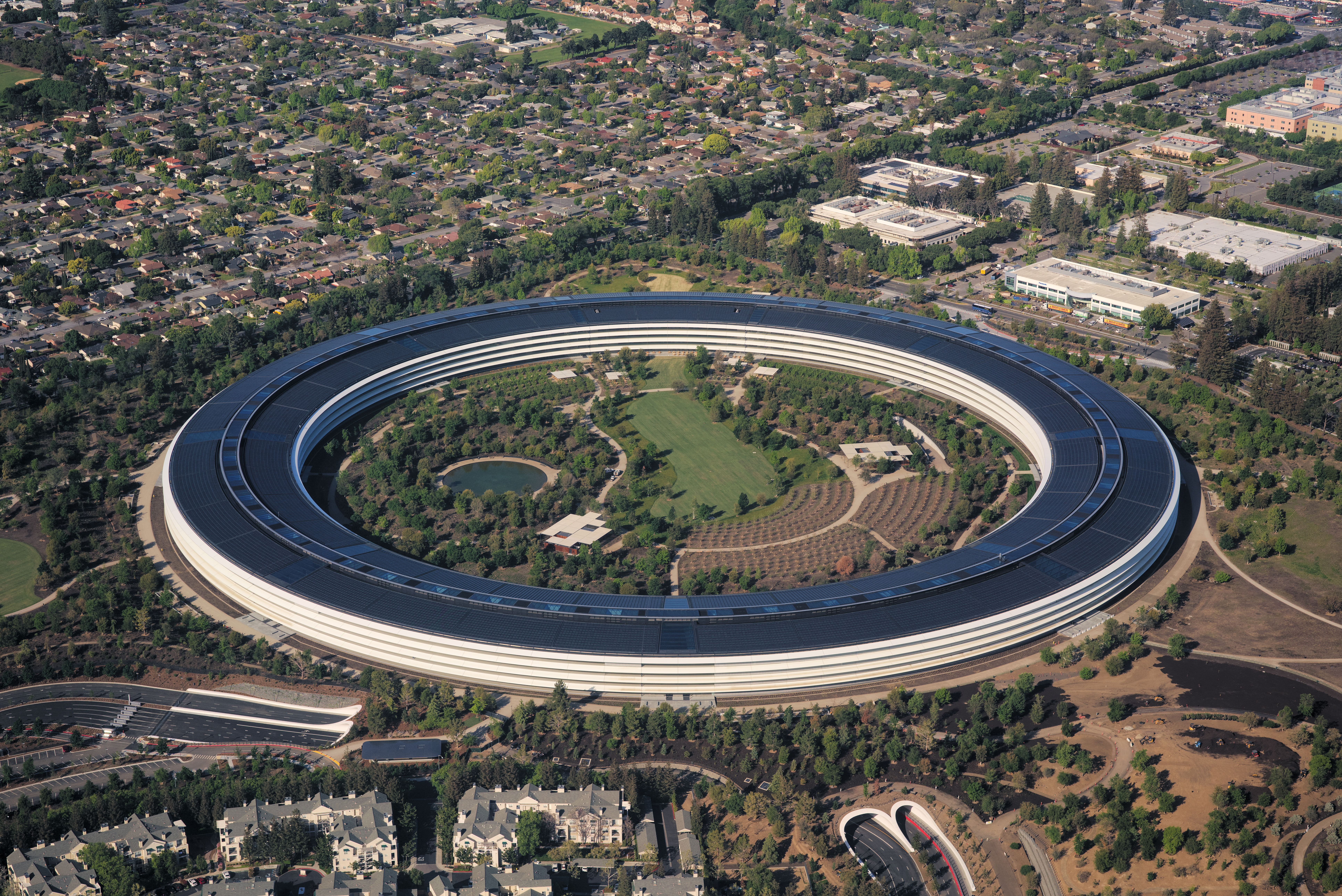
Apple

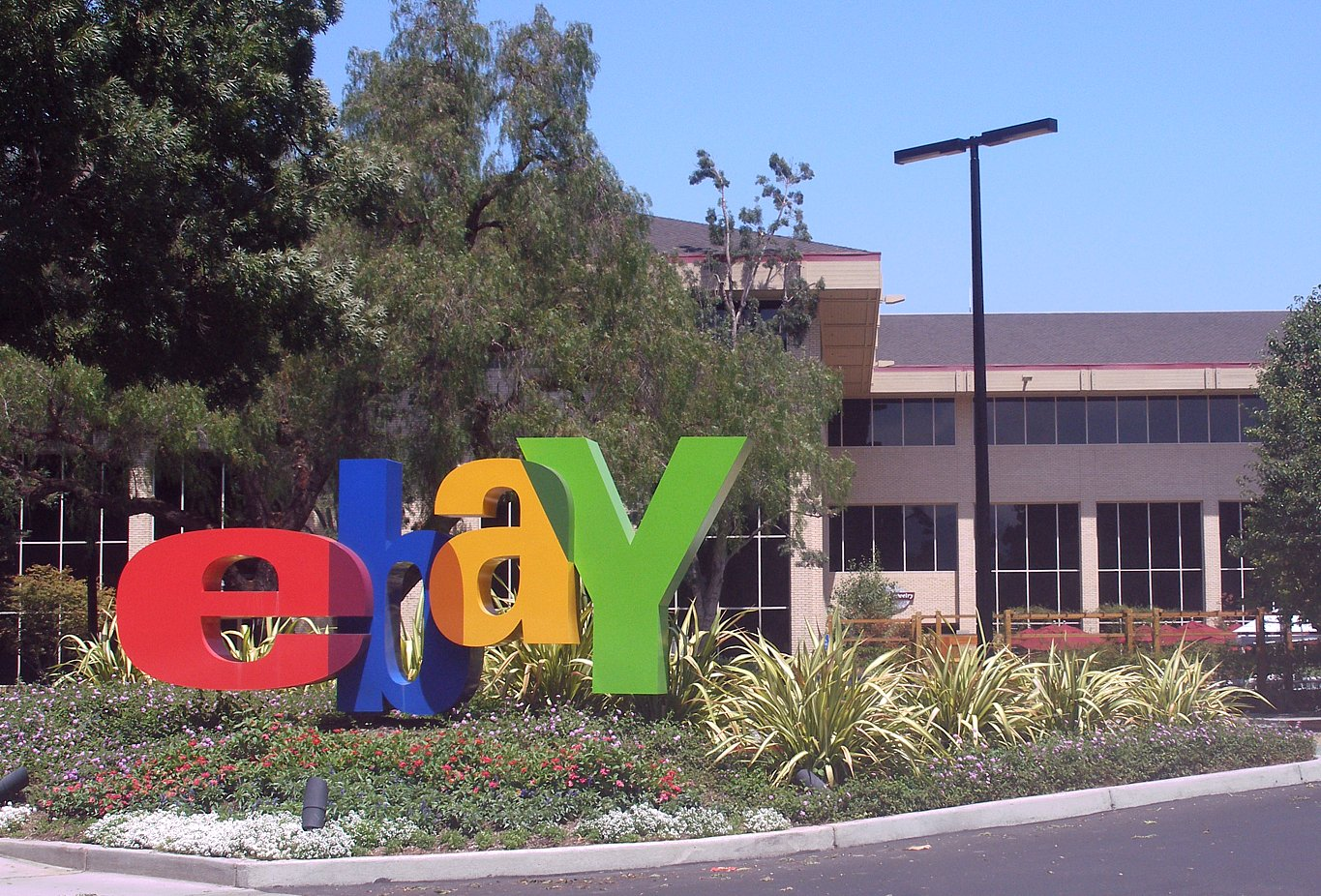
eBay

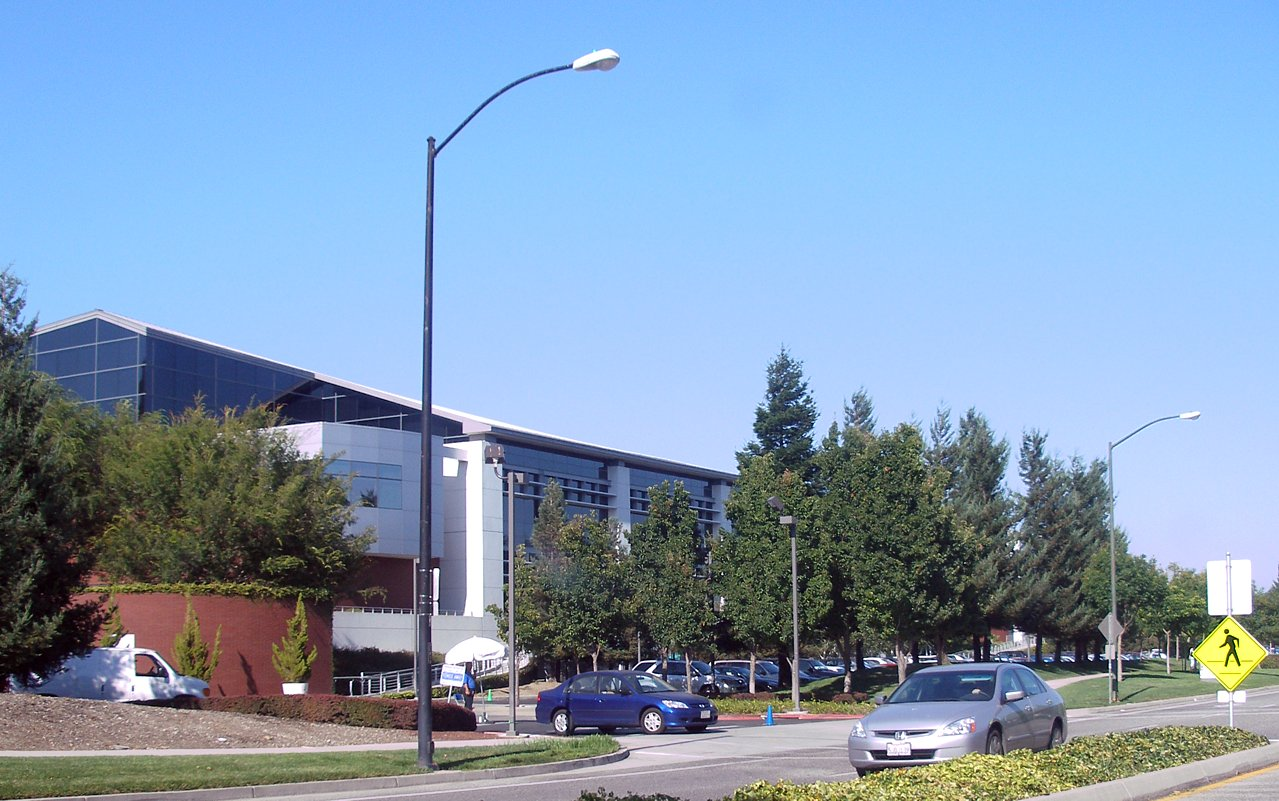
Google

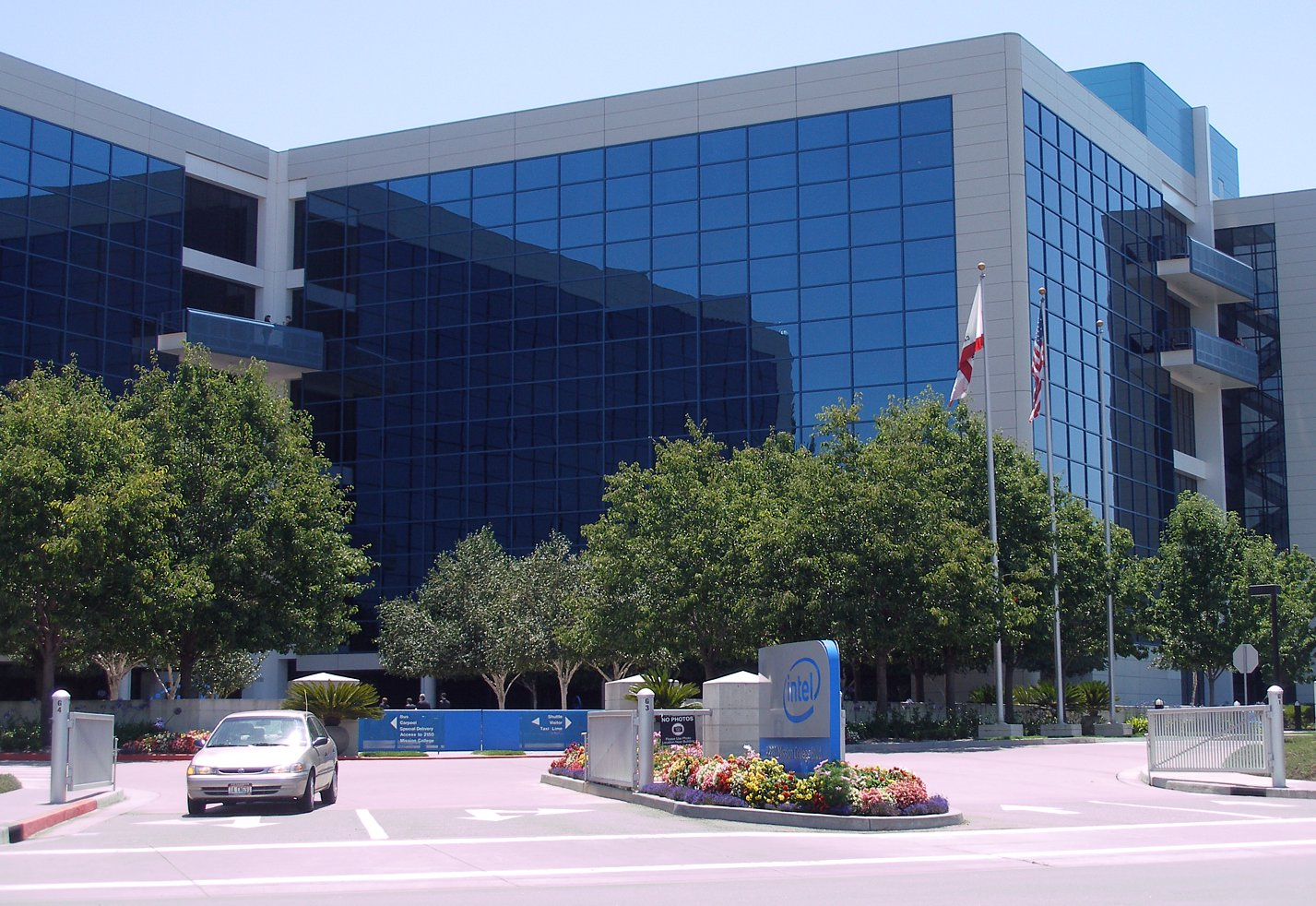
Intel

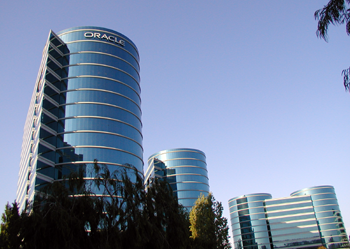
Oracle

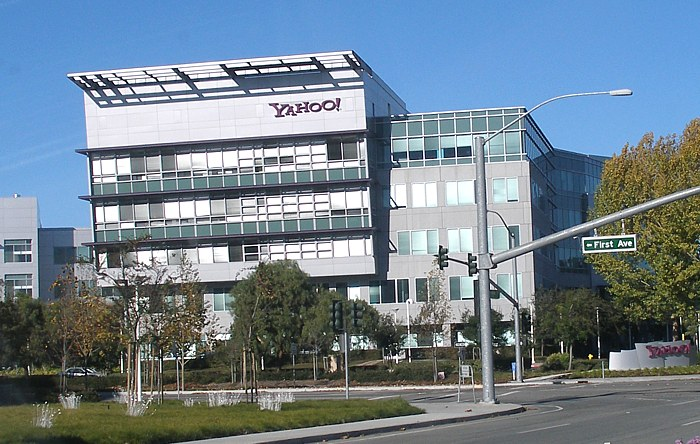
Yahoo!

Согласно данным на 2006 год, Кремниевая долина — третий по величине технологический центр в США (по числу занятых в сфере высоких технологий — 225 300 рабочих мест) после Нью-Йорка и Вашингтона. По другим данным, в зоне залива Сан-Франциско трудятся более 386 000 специалистов ИТ-отрасли, что даёт право Кремниевой долине считаться крупнейшим технологическим центром в США. На каждую 1000 занятых приходится 286 работников ИТ-сферы.
Доходы в Кремниевой долине значительно выше средних по США. Так, средний доход семьи в 2006—2008 году оценивался в 76,5 тысячи долларов в год. Для около половины семей этот доход складывался из заработка двух (или более) членов семьи.

### Отношение к иммиграции
По мнению ресурса The Verge, в настоящее время сложности с получением виз для иностранцев затрудняют положение иммигрантов в Кремниевой долине. Если с 1995 по 2005 год доля компаний Кремниевой долины, имеющих как минимум одного учредителя или соучредителя-иммигранта составляла 52 %, то в октябре 2012 года она приближалась к 44 %, что даёт повод говорить об «утечке мозгов» из Кремниевой долины.

### Компании
В Кремниевой долине расположены штаб-квартиры многих технологических компаний, входивших в разное время в список Fortune 1000, в том числе:
- Adobe
- AMD
- Agilent
- Apple
- Altera (поглощена Intel)
- Applied Materials
- BEA Systems (поглощена Oracle)
- Cisco
- eBay
- Electronic Arts
- Facebook
- Google
- Hewlett-Packard
- Intel
- Intuit Inc.[англ.]
- Maxtor (поглощена Seagate Technology)
- NetApp
- National Semiconductor
- Nvidia
- Oracle
- Sun Microsystems (поглощена Oracle)
- SanDisk
- Symantec
- Yahoo!
- Xerox

Кроме того, в Кремниевой долине расположены представительства, центры разработки, отдельные подразделения многих известных технологических компаний.

## Университеты
- Университет Сан-Хосе
- Университет Санта-Клары
- Стэнфордский университет
- Калифорнийский университет в Санта-Крузе